# Hadrodontes defulvata
Hadrodontes defulvata är en fjärilsart som beskrevs av James John Joicey och Talbot 1926. Hadrodontes defulvata ingår i släktet Hadrodontes och familjen praktfjärilar. Inga underarter finns listade i Catalogue of Life.